# 德齡 (道光進士)
德齡（穆麟德轉寫：deling；1796年—？），字梦九，号菊泉，張嘉特氏，清朝官員，蒙古正黃旗人。道光辛卯恩科舉人，十三年（1833年）癸巳科進士。

## 任職履歷
- 道光十一年（1831年），顺天乡试中举。
- 道光十三年（1833年），進士，工部主事遷任中允。
- 道光二十五年七月二十日（1845年8月30日），由翰林院侍讀學士調任詹事府詹事。十二月十七日（1846年1月14日）遷任內閣學士。
- 道光二十六年七月二十八日（1846年9月18日），改任英吉沙爾領隊。
- 道光二十九年八月五日（1849年9月21日），由葉爾羌參贊大臣授任內閣學士。
- 咸豐三年（1853年）正月，議處，降職。

## 家庭
- 曾祖科蒙額，骁骑校兼印务章京；
- 祖傅明，护军参领；
- 父隆安，嘉庆壬戌进士，福建晋江县知县；
- 伯父隆泰，广西梧州府知府；
- 堂兄弟德成，道光癸巳同榜进士，福建靖南县知县。